# Milano Bruzzano
Milano Bruzzano (włoski: Stazione di Milano Bruzzano) – stacja kolejowa w Mediolanie, w regionie Lombardia, we Włoszech. Znajdują się tu 2 perony. Jest obsługiwany przez pociągi szybkiej kolei miejskiej.